# Faïbich-Schraga Zarfin
Faïbich-Schraga Zarfin (Царфин) est un artiste biélorusse né le 7 janvier 1899 à Smilavitchy (Empire russe) et mort à Rosny-sous-Bois (France) en 1975.

## Biographie
Issu d'une famille d'industriels, Faïbich Schraga Zarfin (prénommé parfois "Sam") grandit dans la même petite ville que le peintre Chaïm Soutine, Smilavitchy, dans le gouvernement de Minsk aujourd'hui en  Biélorussie. 
En 1913, Zarfin entre à l'École des Beaux-Arts de Vilno et écrit des poèmes.
En 1914, emporté par la vague sioniste, il quitte la Biélorussie et sa famille qu’il ne reverra jamais puis part pour la Palestine où il cultive la terre puis devient élève à l'école des beaux-arts de Bezalel.
En 1918, il combat aux côtés de l'armée britannique pour la libération du pays. À cette époque il fait beaucoup de croquis puis , il est démobilisé en septembre 1920 et il participe à une exposition organisée par le gouverneur de Jérusalem.
En 1923, il part pour Berlin, expose à la Sécession et vit de ses illustrations.
En 1924, il s’établit définitivement à Paris et prendra la nationalité française 1931. En 1925, il y retrouve Soutine dans un état misérable qui l'effraie.
En 1932, il s'installe à Viroflay ; en 1933, sa fille Liliane naît à Paris.
En 1936, il renoue avec Soutine.
En 1939, Zarfin est mobilisé, il retrouve sa femme en 1940 à Brive-la-Gaillarde. 1941 il fuit en zone libre à Lyon puis à Grenoble en 1943 et se cache dans les montagnes.Il est hébergé au Perreux en 1945 puis s'installe à Rosny-sous-Bois en 1947.

### Vie et carrière
Faïbich Schraga Zarfin  (1899-1975), dit Sam dans certaines publications, est né à Smilovitchi, près de Minsk. Il reçoit sa première formation à l’école des beaux-arts de Vilnius (comme Soutine, Kikoïne, Krémègne), puis émigre en Palestine en 1914. 
À Jérusalem, il fréquente l’école des beaux-arts Beçal’el. En 1923, il part pour Berlin, où il subit l’influence de Max Liebermann et des expressionnistes allemands, puis en 1924 se fixe à Paris, où il retrouve Soutine, son ami d’enfance (voir à ce sujet son témoignage dans l’ouvrage préfacé par Waldemar George, Soutine, Paris, 1959, « Art et Style » 52 ). Il expose fréquemment au Salon des Indépendants de 1925 à 1940, mais travaille parallèlement comme artiste-décorateur (il produit notamment des dessins pour tissu destinés à la haute couture). 
Il acquiert la nationalité française en 1931. En 1941, il se réfugie à Lyon puis à Grenoble, où il expose, avec l’appui du conservateur du musée, André Farcy, ainsi qu’à Lyon. Il participe à la Résistance. Cependant pendant l'Occupation allemande, les œuvres laissées dans son appartement parisien ont disparu. En 1947, il s’installe à Rosny-sous-Bois, près de Paris. Dans les années 1950, sa manière évolue beaucoup et il développe sa technique de la gouache, associée à l'huile. Le Musée national d’art moderne lui achète une toile en 1955 (Paysage, 50 × 64, no 24 360 ; inventaire du musée n° AM 3353 P). En 1958, il expose au musée juif de New York, en 1964 à l’Ashmolean Museum d’Oxford, en 1966 au château de Laversine, près de Paris, mais dans l’ensemble il se manifeste peu. Plusieurs collectionneurs s’intéressent à son œuvre. En 1963, un ouvrage collectif est consacré à Zarfin, sous la direction d'Ernest Fraenckel, avec la collaboration d'Étienne Souriau, Jean Cassou, Waldemar George et Henri Hertz (éditions Pierre Cailler, Genève). 
Au cours des années 1960, il séjourne assez fréquemment en Bretagne et dans les environs de Montpellier, puis en Savoie au début des années 1970. Il produit jusqu’à sa mort, en septembre 1975. Plusieurs expositions rétrospectives lui sont consacrées, notamment à Montreuil-sous-Bois (1975), Montpellier (1980 et 1984) et Lunel (1981). Depuis 1995, la galerie Les Oréades (Paris, Toulouse, Luchon) présente régulièrement des tableaux de Zarfin dans diverses manifestations. Nadine Nieszawer, expert de l’École de Paris, travaille également à mieux faire connaître son œuvre, . La galerie Bohema (Богема) à Moscou présente une dizaine de tableaux de Zarfin (зарфин) sur son site , dans la section Galerie, Tableaux (p. 9 en 2012). Une vingtaine d'œuvres de Zarfin (huiles sur toile, huiles et gouache sur papier) figurent dans une exposition consacrée à Minsk à partir de septembre 2012 aux artistes de l'École de Paris originaires de Biélorussie (en septembre 2012, Zarfin est également présenté sur le site ). Le site  est consacré au peintre ; voir aussi celui de la société des Auteurs Dans les Arts Graphiques et Plastiques (ADAGP ).